# Begonia rabilii
Espèce
Begonia rabilii est une espèce de plantes de la famille des Begoniaceae.
L'espèce fait partie de la section Reichenheimia.
Elle a été décrite en 1930 par William Grant Craib (1882-1933).

## Répartition géographique
Cette espèce est originaire du pays suivant : Thaïlande.